# Costache Radu
Costache Radu (n. 1844, Bacău – d. 1908, Bacău) este o personalitate complexă a celei de a doua jumătăți a secolului al XIX-lea în urbea Bacău. Istoria îl reține atât pentru excepționala valoare documentară a lucrării Bacăul între 1850 - 1900 cât și pentru activitatea sa ca primar al Bacăului.

## Biografie
Puținele informații despre viața lui Costache Radu sunt furnizate, în cea mai mare parte, chiar de el însuși în cartea menționată: „Bacăul între 1850 - 1900”. A învățat mai întâi cu dascălul Gheorghe de la Sf. Ion, apoi la „Schoala Domnească” cu profesorul  Constantin Platon, o altă personalitate marcantă a Bacăului, fost primar și el și întemeietorul Școlii de Băieți Nr. 1, viitorul Liceu Principele Ferdinand.
Va face studiile de drept la Iași, după care se va întoarce ca avocat la Bacău, unde va desfășura o activitate foarte diversificată ca jurist, jurnalist, cărturar și om politic.

### Jurnalistul
A avut o contribuție deosebită la dezvoltarea jurnalismului, redactând, editând sau colaborând la publicațiile:
- „Zorile” (primul ziar băcăuan, apărut la 21.09.1867)
- „Rusaliile” (editat chiar de Costache Radu, 1868-1869)
- „Gazeta de Bacău” (1870-1890)
- „Curierul de Bacău” (1878)
- „Mica revistă” (1886)

### Dramaturgul
Fiind un înflăcărat susținător al funcționării unui teatru băcăuan, va merge până la a scrie el însuși piese de teatru:
- „Băile de la Slănic” (5 acte, 1876)
- „Doctoria soacrelor” (un act, 1882)
- „Senatorul somnoros”

Va face impresariat artistic și chiar va accepta preluarea direcțiunii teatrului, găzduit cu generozitate de N. Drăgoianu în hotelul cu același nume.

### Primarul
A fost primar în două rânduri: 
- 1889 -1890
- 1894-1895

#### Realizări
- Trotuare cu bazalt (10km)
- Finalizarea Bulevaedului Carol (actualul Bulevard Unirii)
- Înființarea Serviciului de Salubritate
- Aducțiunea de apă potabilă
- Modernizarea canalizării
- Școala de Fete Nr. 1, viitorul Liceu de fete, azi Colegiul Național „Vasile Alecsandri” din Bacău

### Politicianul
A participat la toate marile evenimente ale vremii sale, fiind întotdeauna de partea progresiștilor, dorind modernizarea și propășirea națiunii. În Parlamentul României și în presă, va milita pentru respectarea drepturilor celor lăsați în voia sorții de autorități. Multe din articolele sale vor ataca guvernul și oficialitățile pentru indiferența dovedită față de acești oameni.